# Liste de films français sortis en 1913
Listes de films français
- 1909
- 1910
- 1911
- 1912
- 1913
- 1914
- 1915
- 1916
- 1917

Liste non exhaustive de films français sortis en 1913.

## 1913
| Titre                                                                                               | Réalisateur                           | Distribution                                                               | Genre                            | Notes                         |  |
| --------------------------------------------------------------------------------------------------- | ------------------------------------- | -------------------------------------------------------------------------- | -------------------------------- | ----------------------------- |  |
| Adrienne Lecouvreur                                                                                 | Henri Desfontaines Louis Mercanton    | Sarah Bernhardt, Max Maxudian                                              | Film dramatique Film historique  | perdu                         |  |
| L'Agonie de Byzance                                                                                 | Louis Feuillade                       | Luitz-Morat, Edmond Bréon Georges Melchior                                 | Film dramatique Film historique  | 29 min                        |  |
| Les Ananas                                                                                          | Louis Feuillade                       | René Dary, Renée Carl                                                      | court métrage                    |                               |  |
| L'Ange de la maison                                                                                 | Léonce Perret                         | Léonce Perret, Suzanne Le Bret                                             | Romance                          |                               |  |
| L'Angoisse                                                                                          | Louis Feuillade                       | René Navarre, Yvette Andréyor                                              |                                  | 608 m                         |  |
| Anne de Boleyn                                                                                      | Henri Desfontaines                    | Laura Cowie, Max Maxudian                                                  | Film dramatique                  |                               |  |
| L'Apollon des roches noires                                                                         | Léonce Perret                         | Suzanne Grandais, Léonce Perret                                            |                                  |                               |  |
| Au gré des flots                                                                                    | Louis Feuillade                       | Renée Carl, Laurent Morléas René Navarre                                   |                                  |                               |  |
| Au ravissement des dames                                                                            | Alfred Machin                         | Fernande Dépernay                                                          | Comédie dramatique               | 11 min                        |  |
| Les Audaces de cœur                                                                                 | Louis Feuillade Léonce Perret         | Suzanne Grandais, René Navarre                                             |                                  |                               |  |
| Bébé en vacances                                                                                    | Louis Feuillade                       | Renée Carl, René Dary                                                      | Comédie                          |                               |  |
| La Bergère d'Ivry                                                                                   | Maurice Tourneur                      | Albert Decoeur, Paulette Noizeux                                           |                                  |                               |  |
| Le Bon Juge                                                                                         | Charles Prince                        | Charles Prince, Yvonne Maëlec, Henri Bosc, André Simon, Fernand Rivers     | Comédie                          | 720 m.                        |  |
| Le Bon Propriétaire                                                                                 | Louis Feuillade                       | René Navarre, Paul Manson                                                  |                                  |                               |  |
| Bout de Zan au bal masqué                                                                           | Louis Feuillade                       | René Poyen, Marguerite Lavigne                                             | Comédie                          |                               |  |
| Bout de Zan et le Chemineau                                                                         | Louis Feuillade                       | René Poyen,Renée Carl Paul Manson                                          | Comédie                          |                               |  |
| Bout de Zan et le Chien policier                                                                    | Louis Feuillade                       | René Poyen, Renée Carl                                                     | Comédie                          |                               |  |
| Bout de Zan et le Chien ratier                                                                      | Louis Feuillade                       | René Poyen                                                                 | Comédie                          |                               |  |
| Bout de Zan et le Crocodile                                                                         | Louis Feuillade                       | René Poyen, Marguerite Lavigne                                             | Comédie                          |                               |  |
| Bout de Zan et le Lion                                                                              | Louis Feuillade                       | René Poyen                                                                 | Comédie                          |                               |  |
| Bout de Zan et le Mannequin                                                                         | Louis Feuillade                       | René Poyen                                                                 | Comédie                          |                               |  |
| Bout de Zan et le Pêcheur                                                                           | Louis Feuillade                       | René Poyen                                                                 | Comédie                          |                               |  |
| Bout de Zan et sa petite amie                                                                       | Louis Feuillade                       | René Poyen                                                                 | Comédie                          |                               |  |
| Bout de Zan fait les commissions                                                                    | Louis Feuillade                       | René Poyen                                                                 | Comédie                          |                               |  |
| Bout de Zan fait une enquête                                                                        | Louis Feuillade                       | René Poyen, Renée Carl                                                     | Comédie                          |                               |  |
| Bout de Zan regarde par la fenêtre                                                                  | Louis Feuillade                       | René Poyen                                                                 | Comédie                          |                               |  |
| Bout de Zan s'amuse                                                                                 | Louis Feuillade                       | René Poyen, Renée Carl                                                     | Comédie                          |                               |  |
| Bout de Zan vole un éléphant                                                                        | Louis Feuillade                       | René Poyen, Renée Carl                                                     | Comédie                          | 9 min                         |  |
| Le Browning                                                                                         | Louis Feuillade                       | René Navarre, Renée Carl Yvette Andréyor                                   | Comédie                          |                               |  |
| Le Camée                                                                                            | Maurice Tourneur                      | Emmy Lynn, Henry Roussel Alexandre Arquillière                             |                                  |                               |  |
| La Carabine de la mort                                                                              | Henri Desfontaines Paul Garbagni      | Maxime Desjardins, Romuald Joubé                                           |                                  |                               |  |
| Le Cauchemar de Rigadin                                                                             | Georges Monca                         | Charles Prince , Gabrielle Lange                                           | Comédie                          | 225 m.                        |  |
| Les Cerises de Bout de Zan                                                                          | Louis Feuillade                       | René Poyen                                                                 | Comédie                          |                               |  |
| Le Chapeau de Max                                                                                   | Max Linder                            | Max Linder, Jacques Vandenne                                               | Comédie                          | 9 min                         |  |
| Les Chasseurs de lions                                                                              | Louis Feuillade                       | René Navarre, Yvette Andréyor Edmond Bréon                                 | Film dramatique                  |                               |  |
| Cœur de femme                                                                                       | René Leprince Ferdinand Zecca         | René Alexandre, Louis Ravet Gabrielle Robinne                              | Film dramatique                  |                               |  |
| Le Collier de Kali                                                                                  | Victorin Jasset                       | Josette Andriot, Camille Bardou                                            | Film dramatique                  |                               |  |
| Le Collier de Nini Pinson                                                                           | Léonce Perret                         | Suzanne Grandais, Léonce Perret                                            | Film dramatique                  |                               |  |
| La Comtesse noire                                                                                   | René Leprince Ferdinand Zecca         | René Alexandre, Gabriel Signoret                                           | Court métrage                    |                               |  |
| La Conversion d'Irma                                                                                | Louis Feuillade                       | Yvette Andréyor, André Luguet                                              | Court métrage                    | 412 m                         |  |
| La Dame de Monsoreau                                                                                | Émile Chautard                        | Marie-Louise Derval, Henri Bosc                                            | Film dramatique                  |                               |  |
| Les Débuts d'un yachtman                                                                            | Louis Gasnier                         | Max Linder                                                                 | Court métrage Comédie            | 270 m                         |  |
| La Dentellière                                                                                      | Léonce Perret                         | Suzanne Grandais, Maurice Vinot, Émile Keppens, René Navarre               |                                  | 17 minutes                    |  |
| Le Départ dans la nuit                                                                              | Henri Fescourt                        | Géo Flandre, Georges Melchior                                              |                                  | 682 m                         |  |
| Le Dernier Pardon                                                                                   | Maurice Tourneur                      | Maurice de Féraudy Polaire                                                 | Comédie                          |                               |  |
| Les Deux Médaillons                                                                                 | Henri Fescourt                        | Émilien Richard, Georges Melchior                                          |                                  | 299 m                         |  |
| La Disparition d'Onésime                                                                            | Jean Durand                           | Ernest Bourbon, Gaston Modot                                               | Comédie                          |                               |  |
| La Doctoresse                                                                                       | réalisateur inconnu                   | film produit par la Société des Établissements L. Gaumont                  | Film dramatique                  | 298 m.                        |  |
| La Double Incarnation de William Sheep                                                              | Georges-André Lacroix                 |                                                                            | Court métrage                    | 315 m                         |  |
| Le Duel de Max                                                                                      | Max Linder                            | Max Linder, Pierre Palau                                                   | Comédie                          | 960 m                         |  |
| L'Écrin du Rajah                                                                                    | Louis Feuillade                       | René Navarre, Luitz-Morat                                                  | court métrage                    |                               |  |
| L'Éducation de Bout de Zan                                                                          | Louis Feuillade                       | René Poyen, Renée Carl                                                     | Comédie                          | 112 m                         |  |
| L'Effroi                                                                                            | Louis Feuillade Georges-André Lacroix | Marthe Vinot, Yvette Andréyor Jeanne Marie-Laurent                         | Horreur                          |                               |  |
| L'Empreinte fatale                                                                                  | Georges-André Lacroix                 | Jeanne Marie-Laurent                                                       |                                  |                               |  |
| En détresse                                                                                         | Georges-André Lacroix\|Renée Carl     | Film dramatique                                                            |                                  |                               |  |
| L'Enfant de Paris                                                                                   | Léonce Perret                         | Léonce Perret, Maurice Lagrenée                                            | Comédie dramatique               |                               |  |
| L'Enfant sur les flots                                                                              | Georges-André Lacroix                 | Laurent Morléas                                                            | Film dramatique                  |                               |  |
| Les Enfants perdus dans la forêt                                                                    | Georges Denola                        |                                                                            | Film dramatique Film fantastique | 395 m. (dont 343 en couleurs) |  |
| Erreur tragique                                                                                     | Louis Feuillade                       | René Navarre Suzanne Grandais                                              |                                  |                               |  |
| Esther                                                                                              | Henri Andréani                        | Stacia Napierkowska Henri Andréani                                         | Film dramatique                  |                               |  |
| Les Étrennes de Bout de Zan                                                                         | Louis Feuillade                       | René Poyen                                                                 | Comédie                          | 190 m                         |  |
| Fantômas                                                                                            | Louis Feuillade                       | Georges Melchior, René Navarre                                             | Film policier                    |                               |  |
| Le Feu vengeur                                                                                      | Georges Monca                         | Georges Grand, Amélie Diéterle, Christine Kerf, Henri Collen               | Comédie                          | 515 m.                        |  |
| Les Fiancés de l'air                                                                                | Léonce Perret                         | Léonce Perret, Suzanne Le Bret                                             | Romance Thriller                 |                               |  |
| Fleur fanée... cœur aimé                                                                            | René Le Somptier                      | Maurice Vinot, Georges Melchior, Marie-Louise Iribe                        |                                  | 256 m                         |  |
| La Force de l'argent                                                                                | Léonce Perret                         | Maurice Vinot, Louis Leubas                                                | Film dramatique                  |                               |  |
| Les Gaîtés de l'escadron                                                                            | Joseph Faivre Maurice Tourneur        | Henry Roussel                                                              | Comédie                          |                               |  |
| La Gardienne du feu                                                                                 | Louis Feuillade                       | René Navarre, Renée Carl                                                   |                                  |                               |  |
| Germinal                                                                                            | Albert Capellani                      | Henry Krauss, Auguste Mévisto                                              | Film dramatique                  |                               |  |
| Le Guet-apens                                                                                       | Louis Feuillade                       | René Navarre, Renée Carl                                                   |                                  | 950 m                         |  |
| Le Homard                                                                                           | Léonce Perret                         | Léonce Perret, Suzanne Grandais                                            | Comédie                          |                               |  |
| L'Homme qui assassina                                                                               | Henri Andréani                        | Firmin Gémier, André Lefaur, Jean Toulout                                  |                                  |                               |  |
| L'Homme nu                                                                                          | Henri Desfontaines                    | Raimu                                                                      |                                  |                               |  |
| Idylle romaine                                                                                      | Georges Monca                         | Georges Dorival                                                            | Comédie                          |                               |  |
| L'Intruse                                                                                           | Louis Feuillade                       | René Navarre, Renée Carl                                                   |                                  | 815 m                         |  |
| Jean la Poudre                                                                                      | Émile Chautard, Maurice Tourneur      | Henri Gouget, Henry Roussel                                                | Guerre                           |                               |  |
| Les Joyeuses Noces de Saint-Lolo                                                                    | Henri Fescourt                        | Nollot, Henri Jullien                                                      |                                  |                               |  |
| Juve contre Fantômas                                                                                | Louis Feuillade                       | Georges Melchior, René Navarre                                             | Policier                         |                               |  |
| La Leçon du gouffre                                                                                 | Ferdinand Zecca René Leprince         | René Alexandre Gabrielle Robinne                                           | Film dramatique                  |                               |  |
| Léonce à la campagne                                                                                | Léonce Perret                         | Léonce Perret, Suzanne Le Bret                                             | Comédie                          | 12 min                        |  |
| Léonce au château d'If                                                                              | Léonce Perret                         | Léonce Perret                                                              |                                  |                               |  |
| Léonce aime les moules                                                                              | Léonce Perret                         | Léonce Perret, Suzanne Le Bret                                             | Comédie                          | 13 min                        |  |
| Léonce cinématographiste                                                                            | Léonce Perret                         | Léonce Perret, Suzanne Le Bret                                             | Comédie                          | 289 m                         |  |
| Léonce et la bouillotte                                                                             | Léonce Perret                         |                                                                            | Comédie                          |                               |  |
| Léonce et les Écrevisses                                                                            | Léonce Perret                         | Léonce Perret, Suzanne Le Bret                                             | Comédie                          | 17 min                        |  |
| Léonce et Poupette                                                                                  | Léonce Perret                         | Léonce Perret, Suzanne Le Bret                                             | Comédie                          | 300 m                         |  |
| Léonce et sa tante                                                                                  | Léonce Perret                         | Léonce Perret, Valentine Petit                                             | Comédie                          |                               |  |
| Léonce fait du reportage                                                                            | Léonce Perret                         | Léonce Perret                                                              |                                  |                               |  |
| Léonce veut divorcer                                                                                | Léonce Perret                         | Léonce Perret, Suzanne Le Bret                                             | Comédie                          | 300 m                         |  |
| Léonce voyage                                                                                       | Léonce Perret                         | Léonce Perret                                                              | Comédie                          |                               |  |
| Le Lys d'or                                                                                         | André Hugon                           |                                                                            |                                  |                               |  |
| Mademoiselle Cent-Millions                                                                          | Maurice Tourneur                      | André Dubosc                                                               | Film dramatique                  |                               |  |
| Mademoiselle Etchiko                                                                                | André Hugon                           | Denise Grey                                                                | Court métrage                    |                               |  |
| Le Mal d'Onésime                                                                                    | Jean Durand                           | Ernest Bourbon, Gaston Modot                                               |                                  |                               |  |
| La Marche des rois                                                                                  | Louis Feuillade                       | Renée Carl, René Navarre                                                   |                                  |                               |  |
| Le Mariage de Miss Nelly                                                                            | Louis Feuillade                       | René Navarre, Marthe Vinot                                                 |                                  | 250 m                         |  |
| La Mariquita                                                                                        | Henri Fescourt                        | Gaston Modot, Armand Dutertre, Sylvette Fillacier                          | Film dramatique                  |                               |  |
| La Marquise de Trevenec                                                                             | Henri Fescourt                        | Saturnin Fabre, Gaston Rieffler                                            |                                  |                               |  |
| Max a peur de l'eau                                                                                 | Max Linder                            | Max Linder                                                                 | Comédie                          | 300 m                         |  |
| Max collectionneur de chaussures                                                                    | Max Linder                            | Max Linder                                                                 | Comédie                          | 290 m                         |  |
| Max Linder pratique tous les sports                                                                 | Max Linder                            | Max Linder, Charles de Rochefort                                           | Comédie                          | 400 m                         |  |
| Max toréador                                                                                        | Max Linder                            | Max Linder, Stacia Napierkowska                                            | Comédie                          | 580 m                         |  |
| Max virtuose                                                                                        | Max Linder                            | Max Linder                                                                 | Comédie                          | 335 m                         |  |
| Max, professeur de tango                                                                            | Max Linder                            | Max Linder                                                                 | Comédie                          | 325 m                         |  |
| Le Ménestrel de la reine Anne                                                                       | Louis Feuillade                       | Jean Aymé, André Luguet                                                    |                                  | 300 m                         |  |
| Les Millions de la bonne                                                                            | Louis Feuillade                       | Madeleine Guitty, Paul Manson Georges Melchior                             | Comédie                          | 560 m                         |  |
| Les Misérables                                                                                      | Albert Capellani                      | Henry Krauss Henri Étiévant                                                | Film dramatique                  |                               |  |
| La Momie                                                                                            | Louis Feuillade                       | Paul Manson, Madeleine Guitty                                              |                                  | 739 m                         |  |
| La Mort de Lucrèce                                                                                  | Louis Feuillade                       | Jeanne Briey, Henri Duval                                                  | Film dramatique                  | 345 m                         |  |
| Le Mort qui tue                                                                                     | Louis Feuillade                       | Georges Melchior, René Navarre, Renée Carl                                 | Film policier                    |                               |  |
| Le Mystère de la chambre jaune                                                                      | Émile Chautard Maurice Tourneur       | Marcel Simon, Laurence Duluc                                               | Policier                         | 32 min                        |  |
| La Natte de Rigadin                                                                                 | Georges Monca                         | Charles Prince, Gabrielle Lange, Yvonne Maëlec, Yvonne Harnold             | Comédie                          | 230 m.                        |  |
| Le Noël d'Onésime                                                                                   | Jean Durand                           | Ernest Bourbon, Gaston Modot                                               | Comédie                          |                               |  |
| Onésime aime les bêtes                                                                              | Jean Durand                           | Ernest Bourbon, Gaston Modot                                               | Comédie                          | 150 m                         |  |
| Onésime aime trop sa belle-mère                                                                     | Jean Durand                           | Ernest Bourbon, Berthe Dagmar                                              | Comédie                          | 166 m                         |  |
| Onésime champion de boxe                                                                            | Jean Durand                           | Ernest Bourbon, Gaston Modot                                               | Comédie                          | 224 m                         |  |
| Onésime débute au théâtre                                                                           | Jean Durand                           | Ernest Bourbon, Berthe Dagmar                                              | Comédie                          | 211 m                         |  |
| Onésime dresseur d'hommes et de chevaux                                                             | Jean Durand                           | Ernest Bourbon, Gaston Modot                                               | Comédie western                  | 288 m                         |  |
| Onésime en bonne fortune                                                                            | Jean Durand                           | Ernest Bourbon, Gaston Modot                                               | Comédie                          | 270 m                         |  |
| Onésime et l'Affaire du Tocquard-Palace                                                             | Jean Durand                           | Ernest Bourbon, Gaston Modot                                               | Comédie                          | 175 m                         |  |
| Onésime et l'Héritage de Calino                                                                     | Jean Durand                           | Ernest Bourbon, Gaston Modot                                               | Comédie                          | 285 m                         |  |
| Onésime et l'Œuvre d'art                                                                            | Jean Durand                           | Ernest Bourbon, Gaston Modot                                               | Comédie                          | 184 m                         |  |
| Onésime et la Panthère de Calino                                                                    | Jean Durand                           | Ernest Bourbon, Gaston Modot Clément Mégé                                  | Comédie                          | 205 m                         |  |
| Onésime et la Symphonie inachevée                                                                   | Jean Durand                           | Ernest Bourbon, Gaston Modot                                               | Comédie                          |                               |  |
| Onésime et le Cœur du tzigane                                                                       | Jean Durand                           | Ernest Bourbon, Berthe Dagmar Gaston Modot                                 | Comédie                          | 6 min                         |  |
| Onésime et le Pas de l'ours                                                                         | Jean Durand                           | Ernest Bourbon, Gaston Modot                                               | Comédie                          | 170 m                         |  |
| Onésime et son âne                                                                                  | Jean Durand                           | Ernest Bourbon, Gaston Modot                                               | Comédie                          | 175 m                         |  |
| Onésime et son collègue                                                                             | Jean Durand                           | Ernest Bourbon, Gaston Modot                                               | Comédie                          | 186 m                         |  |
| Onésime se marie, Calino aussi                                                                      | Jean Durand                           | Ernest Bourbon, Clément Mégé Gaston Modot                                  | Comédie                          | 165 m                         |  |
| Onésime sourcier                                                                                    | Jean Durand                           | Ernest Bourbon, Gaston Modot                                               | Comédie                          |                               |  |
| Onésime sur le sentier de la guerre                                                                 | Jean Durand                           | Ernest Bourbon, Berthe Dagmar Gaston Modot                                 | Comédie Western                  | 344 m                         |  |
| Onésime, tu l'épouseras quand même                                                                  | Jean Durand                           | Ernest Bourbon, Gaston Modot                                               | Comédie                          | 173 m                         |  |
| Oscar a des chevaux de course                                                                       | Louis Feuillade                       | Léon Lorin, Marie Dorly                                                    | Comédie                          |                               |  |
| Oscar a pris les femmes en horreur                                                                  | Louis Feuillade                       | Léon Lorin                                                                 | Comédie                          |                               |  |
| Oscar au bain                                                                                       | Louis Feuillade                       | Léon Lorin                                                                 | Comédie                          |                               |  |
| Oscar en villégiature                                                                               | Louis Feuillade                       | Léon Lorin                                                                 | Comédie                          |                               |  |
| Oscar ermite                                                                                        | Louis Feuillade                       | Léon Lorin                                                                 | Comédie                          |                               |  |
| Oscar et Kiki la midinette                                                                          | Louis Feuillade                       | Léon Lorin, Marie Dorly                                                    | Comédie                          | 300 m                         |  |
| Oscar et le Tic de Barbassol                                                                        | Louis Feuillade                       | Léon Lorin                                                                 | Comédie                          |                               |  |
| Oscar exagère                                                                                       | Louis Feuillade                       | Léon Lorin                                                                 | Comédie                          |                               |  |
| Oscar fait ses neuf jours                                                                           | Louis Feuillade                       | Léon Lorin                                                                 | Comédie                          |                               |  |
| Oscar imprésario                                                                                    | Louis Feuillade                       | Léon Lorin                                                                 | Comédie                          | 300 m                         |  |
| Oscar pompier par amour                                                                             | Louis Feuillade                       | Léon Lorin                                                                 | Comédie                          | 150 m                         |  |
| Oscar pris au piège                                                                                 | Louis Feuillade                       | Léon Lorin                                                                 | Comédie                          |                               |  |
| Oscar séquestré                                                                                     | Louis Feuillade                       | Léon Lorin                                                                 | Comédie                          |                               |  |
| Oscar suivra toujours                                                                               | Louis Feuillade                       | Léon Lorin                                                                 | Comédie                          |                               |  |
| Oscar veut se venger                                                                                | Louis Feuillade                       | Léon Lorin                                                                 | Comédie                          |                               |  |
| La Petite Danseuse                                                                                  | Louis Feuillade                       | Renée Carl, Luitz-Morat René Navarre                                       |                                  | 892 m                         |  |
| Plus fort que la haine                                                                              | René Leprince Ferdinand Zecca         | René Alexandre Gabrielle Robinne                                           | Film dramatique                  | 955 m                         |  |
| La Première Idylle de Bout de Zan                                                                   | Louis Feuillade                       | René Poyen, René Navarre Renée Carl                                        | Comédie                          | 305 m                         |  |
| Protéa                                                                                              | Victorin Jasset                       | Josette Andriot Lucien Bataille                                            | Film d'espionnage                | perdu                         |  |
| Rebecca                                                                                             | Henri Andréani                        |                                                                            | Péplum                           |                               |  |
| La Reine de Saba                                                                                    | Henri Andréani                        | Gabrielle Robinne René Alexandre                                           | Film dramatique                  | 580 m                         |  |
| Le Revenant                                                                                         | Louis Feuillade                       | René Navarre, Renée Carl Yvette Andréyor                                   |                                  | 706 m                         |  |
| Rigadin cherche une place                                                                           | Georges Monca                         | Charles Prince, Gabrielle Lange                                            | Comédie                          | 175 m.                        |  |
| Rigadin est malade                                                                                  | Georges Monca                         | Charles Prince                                                             | Comédie                          | 255 m.                        |  |
| Rigadin est mal conseillé                                                                           | Georges Monca                         | Charles Prince, Gabrielle Lange                                            | Comédie                          |                               |  |
| Rigadin est un galant commissaire de police                                                         | Georges Monca                         | Charles Prince                                                             | Comédie                          | 225 m.                        |  |
| Rigadin et la Petite Moulinet                                                                       | Georges Monca                         | Charles Prince                                                             | Comédie                          | 200 m.                        |  |
| Rigadin flirte et sa femme fait la même chose Rigadin flirte et sa femme fait la même chose que lui | Georges Monca                         | Charles Prince, Yvonne Maëlec, Yvonne Harnold                              | Comédie                          | 210 m.                        |  |
| Rigadin marchand de marrons                                                                         | Georges Monca                         | Charles Prince, Yvonne Maëlec, Gabrielle Lange                             | Comédie                          | 185 m.                        |  |
| Rigadin père nourricier                                                                             | Georges Monca                         | Charles Prince, Andrée Pascal                                              | Comédie                          | 200 m.                        |  |
| Rigadin trahi par un baiser                                                                         | Georges Monca                         | Charles Prince, Yvonne Maëlec, Gabrielle Lange                             | Comédie                          | 255 m.                        |  |
| Rigadin veut faire du cinéma                                                                        | Georges Monca                         | Charles Prince                                                             | Comédie                          | 200 m.                        |  |
| La Robe blanche                                                                                     | Louis Feuillade                       | René Navarre, André Luguet Renée Carl                                      |                                  | 895 m                         |  |
| Roger la Honte                                                                                      | Adrien Caillard                       | Paul Capellani Georges Dorival                                             | Film dramatique                  |                               |  |
| Le Roi de l'air                                                                                     | Ferdinand Zecca René Leprince         | René Alexandre Gabriel Signoret                                            | Thriller                         |                               |  |
| Le Roi du bagne                                                                                     | René Leprince                         | René Alexandre Gabriel Signoret                                            |                                  |                               |  |
| Le Roi Koko                                                                                         | Georges Monca                         | Charles Prince, André Simon, Pépa Bonafé, Charles Lorrain                  | Comédie                          | 570 m.                        |  |
| Le Roman de Carpentier                                                                              |                                       | Harry Baur, Berthe Bovy                                                    | Boxe                             |                               |  |
| S'affranchir                                                                                        | Louis Feuillade                       | Georges Melchior Edmond Bréon                                              | Film dramatique                  |                               |  |
| Le Secret du forçat                                                                                 | Louis Feuillade                       | René Navarre, Renée Carl Yvette Andréyor                                   | Film dramatique                  |                               |  |
| Sœurette                                                                                            | Maurice Tourneur                      | Polaire, Henry Roussel                                                     |                                  | 595 m                         |  |
| Son passé,                                                                                          | Henri Fescourt                        | Armand Tallier, Yvette Andréyor                                            | Comédie dramatique               |                               |  |
| Sublime Amour                                                                                       | Henri Desfontaines                    | Romuald Joubé                                                              |                                  |                               |  |
| Sur le balcon de Rigadin                                                                            | Georges Monca                         | Charles Prince, Gabrielle Lange, Yvonne Harnold, Gabrielle Debrives        | Comédie                          | 220 m.                        |  |
| Le Système du docteur Goudron et du professeur Plume                                                | Maurice Tourneur                      | Henry Roussel                                                              | Comédie                          | 15 min                        |  |
| La Tirelire de Bout de Zan                                                                          | Louis Feuillade                       | René Poyen, René Navarre Alice Tissot                                      | Comédie                          | 225 m                         |  |
| Le Treizième convive                                                                                | Georges-André Lacroix                 | Georges Melchior                                                           |                                  |                               |  |
| Trois Femmes pour un mari                                                                           | Charles Prince                        | Charles Prince, Raymonde Vernay, André Simon, Henri Collen, Fernand Rivers | Comédie                          | 910 m.                        |  |
| Un drame au Pays basque                                                                             | Louis Feuillade                       | René Navarre, Georges Melchior Renée Carl                                  |                                  |                               |  |
| Un drame de l'air                                                                                   | René Le Somptier                      | Armand Dutertre, Georges Melchior, Jeanne Marie-Laurent                    | Film dramatique                  |                               |  |
| Un scandale au village                                                                              | Louis Feuillade Maurice Mariaud       | Film dramatique                                                            | 11 min                           |                               |  |
| Une aventure de Bout de Zan                                                                         | Louis Feuillade                       | René Poyen, René Navarre Renée Carl                                        | Comédie                          | 215 m                         |  |
| Une triste aventure d'Onésime                                                                       | Jean Durand                           | Ernest Bourbon, Gaston Modot                                               | Comédie                          | 190 m                         |  |
| Valet de cœur                                                                                       | Louis Feuillade                       | Georges Melchior                                                           |                                  | 234 m                         |  |
| La Vengeance du sergent de ville                                                                    | Louis Feuillade                       | Louis Leubas, René Navarre                                                 | Film dramatique                  | 265 m                         |  |
| La Voix d'or                                                                                        | Georges-André Lacroix                 |                                                                            |                                  |                               |  |
| La Voix qui accuse Épisode 1: Gaston Béraut Épisode 2:L'aiguille d'émeraude                         | Henri Fescourt                        | Raymond Lyon, Georges Melchior                                             |                                  |                               |  |
| Le Voyage de la famille Bourrichon                                                                  | Georges Méliès                        |                                                                            | Comédie                          | 15 min                        |  |
| Les Yeux ouverts                                                                                    | Louis Feuillade                       | René Navarre, Renée Carl Yvette Andréyor                                   |                                  | 330 m                         |  |
| Zaza                                                                                                | Adrien Caillard                       | Maria Ventura, Jules Mondos Georges Grand                                  | Film dramatique                  | 550 m                         |  |